# Escudo de Barcelona

Escudo de la ciudad de Barcelona.

El escudo de Barcelona (España) tiene su origen en la Edad Media y aparece por primera vez, en la misma disposición que la actual, en 1329. La Generalidad de Cataluña reguló en 2004 el blasón como símbolo del municipio, junto a la bandera. Actualmente el Ayuntamiento utiliza en su imagen corporativa un isotipo basado en el escudo de la ciudad.

## Blasonamiento
Escudo cuartelado: al primero y al cuarto, de plata, una cruz llena de gules; y al segundo y al tercero, de oro, cuatro palos de gules. Por timbre, una corona real (cerrada).
DOGC, núm. 4114

## Historia

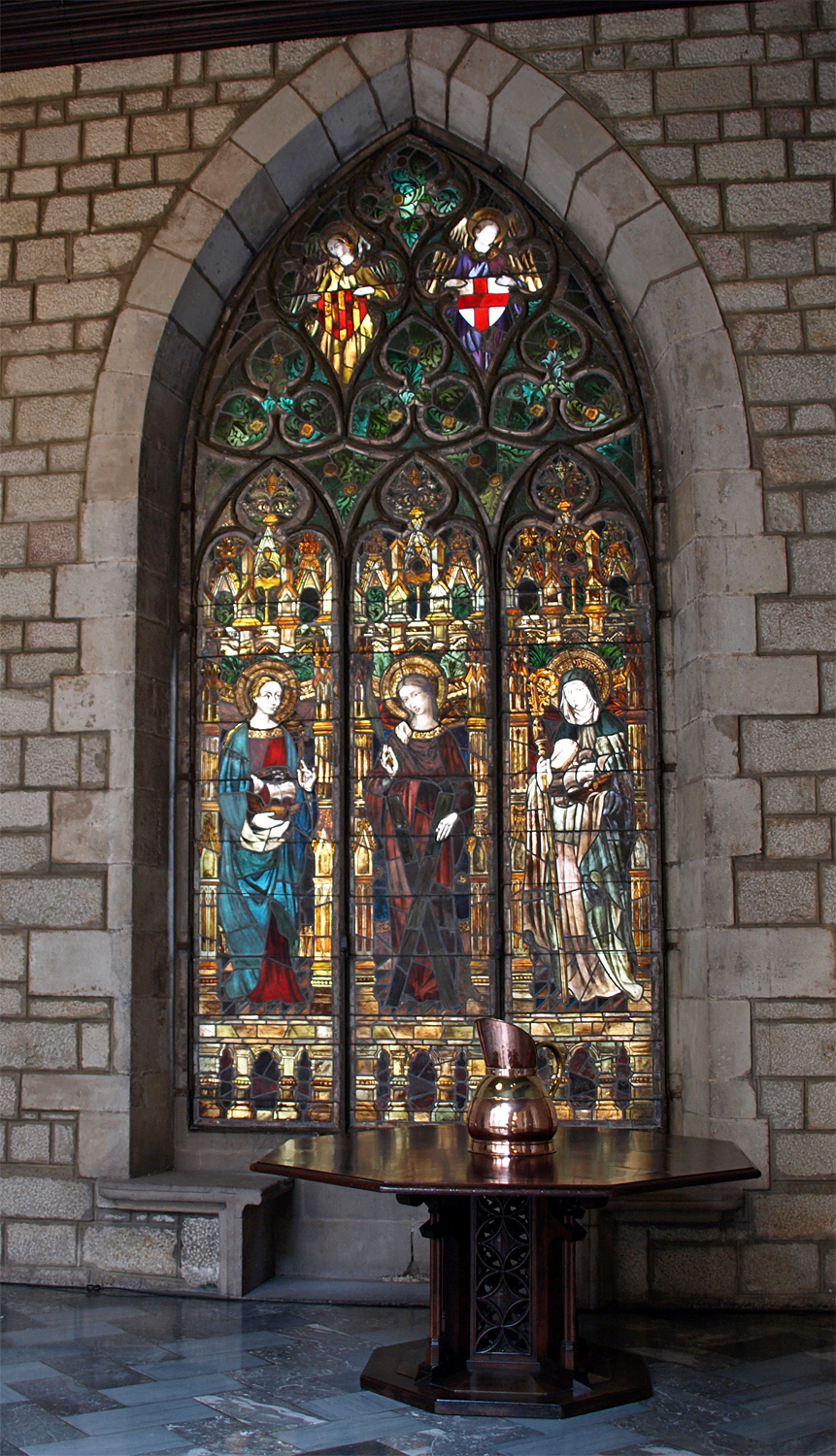
Vidriera de la Casa de la Ciudad de Barcelona que muestra las armas de la ciudad en dos escudos separados.

El escudo de la ciudad es una combinación de las armas heráldicas de los ciudadanos de Barcelona y de la Casa de Barcelona. Las primeras son la Cruz de San Jorge de gules sobre campo de plata. Las armas de la Casa de Barcelona, posteriormente adoptadas por la Corona de Aragón, o armas reales (cuatro palos o barras de Aragón) son de gules sobre campo de oro y son las propias de los condes de Barcelona y de los reyes de Aragón (a partir de 1137, fecha de la boda de Ramón Berenguer IV con Petronila, hija del rey aragonés Ramiro II de Aragón), que también dieron origen al escudo de Cataluña, a partir del siglo XV,  así como de otros territorios de la Corona de Aragón.
El rey Pedro el Ceremonioso concedió las armas reales al Consejo de Ciento de la ciudad el 4 de julio de 1345, permitiendo el privilegio de que sus heraldos y nuncios pudieran ostentar el «signo nostro et signo dicte civitatis» es decir, el signo del rey y de la ciudad, unidos, si bien el primer ejemplar data de 1329. Además, la corona real indicaba la soberanía real de los monarcas sobre la ciudad, que a menudo fue residencia de los reyes de la Corona de Aragón.

### La cruz de San Jorge
La cruz, como señal distintivo de la ciudad ya se encuentra en un sello de 1288. La cruz de San Jorge aparece también en una pintura mural del salón del Tinell del siglo XIII en representación de tropas barcelonesas. De hecho, en las Ordinacions de  la hueste vecinal de 1395 se precisa que:  «Que per los Consellers, de present sia fet un penó larch ab senyal de Sant Jordi, ço és, la creu vermella e lo camp blanch, qui és senyal de la ciutat». La cruz del santo se constituye así en símbolo oficial y distintivo de los ciutadans honrats, aunque ya debió serlo desde tiempo atrás. Los estandartes real de Aragón (y condal de Barcelona, las cuatro barras) y de los ciudadanos de Barcelona se acompañarán en numerosas ocasiones por causa bélica que posteriormente serán unidos por cuartelamiento, primero en la señal heráldica y luego en la vexilológica. El cuartelado generalmente otorga un grado de igualdad entre los significantes de cada cuartel, si bien el primer cuartel ostenta un mayor honor al representante de la ciudad, que tradicionalmente forzaba al rey a pactar sus políticas. La Generalidad de Cataluña adoptó en 1359 el mismo signo de la Cruz de San Jorge por bandera y señal por «ser les armes antigues de Barcelona».

### El número de palos reales

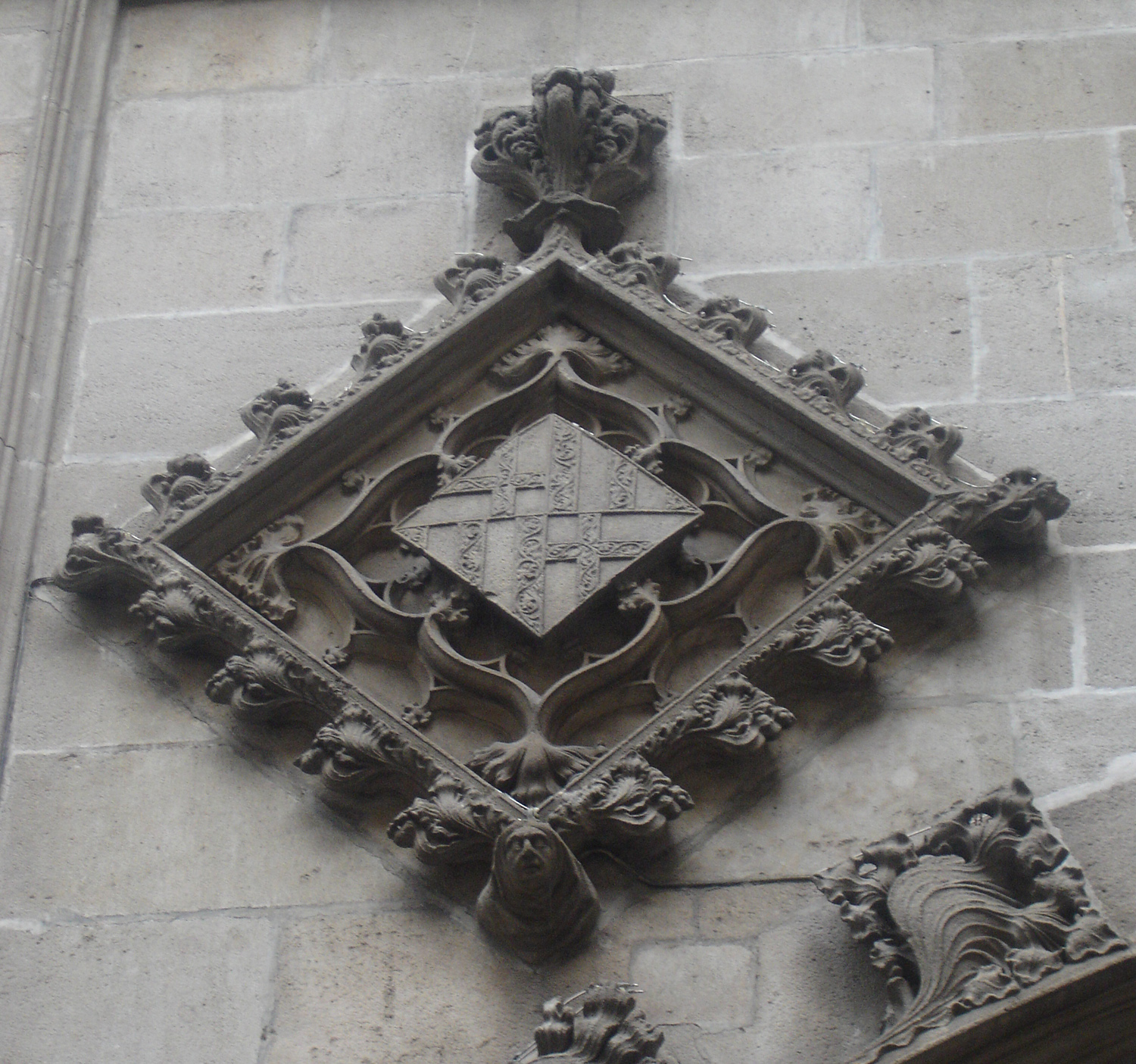
Versión del escudo de dos palos en la fachada antigua de la Casa de la Ciudad de Barcelona.

Antes de quedar fijado oficialmente el escudo con los cuatro palos de gules, que es el originario derivado de la concesión real de 1345, hubo varias épocas en las que los cuatro palos se alternaban con representaciones de sólo tres o dos palos.
El escudo con dos palos fue fuente de discusión, ya que el Ayuntamiento no hallaba acuerdo sobre cuales de los dos blasonados debía tener el escudo, y, para solucionarlo, se aprobó en 1996 una tercera variante aheráldica, un emblema que no conservaba ningún elemento significativo: ni los cuatro palos ni la cruz de San Jorge ni la corona. 
La polémica surgida, por no seguir ninguna regla heráldica de la ley para símbolos locales que había dispuesto el gobierno catalán para su aprobación, condujo a la Societat Catalana de Genealogia, Heràldica, Sigil·lografia, Vexil·lologia i Nobiliària a interponer un recurso. Este recurso para revocar el emblema y restaurar una forma más apropiada, el escudo histórico cuartelado, fue exitoso y fijó el escudo en su forma actual en 2004.

## Timbres

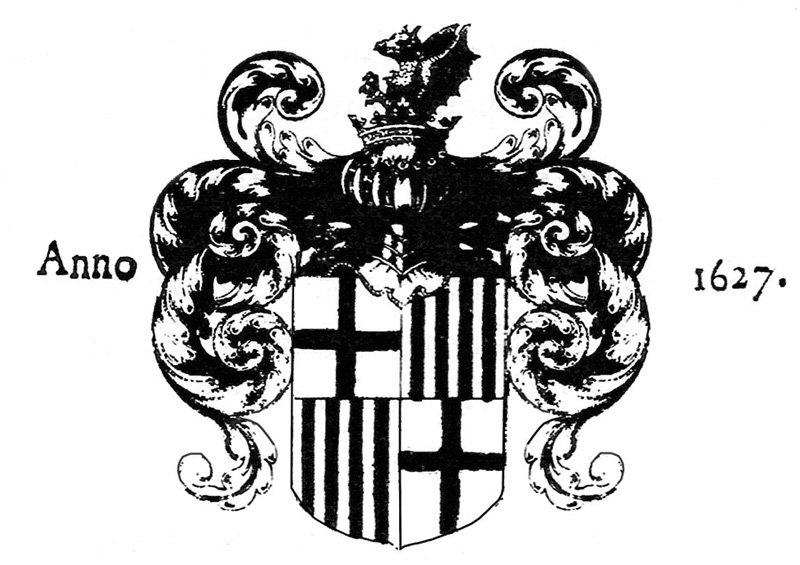
Escudo de Barcelona con cimera real por timbre (1627).

Inicialmente el escudo se timbraba con una sencilla corona real, abierta, como era costumbre en los territorios de la Corona. Durante el siglo XVII comenzó a utilizarse la cimera real, o de la vibra, sobre el escudo de Barcelona, gracias al hecho que la monarquía había dejado de usarla, y siguió el ejemplo de adopción que habían tomado las ciudades de Palma y Valencia desde el siglo anterior. Sin embargo, en la misma época comienza a representarse una versión transformada de la cimera en un murciélago o Rat penat, sobre un yelmo coronado y en otras ocasiones, acompañado de lambrequines. Hacia el siglo XIX el murciélago ya había arrinconado a la Vibra como se ve en el Diari del Govern de Catalunya i de Barcelona (1810) tal como se había hecho en las otras ciudades citadas y se mantuvo durante parte del siglo XX, aunque ya sin yelmo.
La desaparición del murciélago o Rat penat del escudo se percibe como una pérdida de un elemento común con las otras capitales de la antigua Corona de Aragón donde todavía se conservan: Palma como capital del antiguo Reino de Mallorca y Valencia como capital del antiguo Reino de Valencia.

### Corona Condal y Real
A partir de los siglos XVI y XVII fue común también el uso del blasón de Barcelona como escudo de Cataluña. Este uso podría entender el Principado de Cataluña como la sucesión del Condado de Barcelona, o la sustitución del significante por la Generalidad, adoptando el mismo sentido igualador respecto al poder real. El timbrado además, variaba entre la corona real y la corona condal. La lectura de la ciudad y el territorio catalán con la corona condal adopta la tradición nominal de la categoría del territorio, mientras que la corona real sustituye este sentido por el rango que ostenta el titular de ese territorio, es decir, real si el que posee el territorio es rey. La corona real iguala entonces este territorio y la ciudad, como una entidad igual a los otros reinos de la Corona, por lo que no es raro que la historiografía moderna se refiera a los titulares de esta dualidad como Conde-Rey (Comte-rei). 
Los sucesivos Ayuntamientos del siglo XIX e inicios del XX utilizan como timbre del escudo ambas coronas indistintamente que, además, añadían o no el rat-penat.
El escudo regulado en 2004 es la única de las reguladas por la administración catalana que se timbra con una corona real cerrada: 

La corona con la que corresponde timbrar el escudo de nuestra ciudad -y con esto están de acuerdo todos los especialistas en la materia- es la real; no una inexistente corona borbónica, como algún erudito ha manifestado, sino simplemente la real, que indica la condición de sobiranía que tenía el conde de Barcelona
Armand de Fluvià

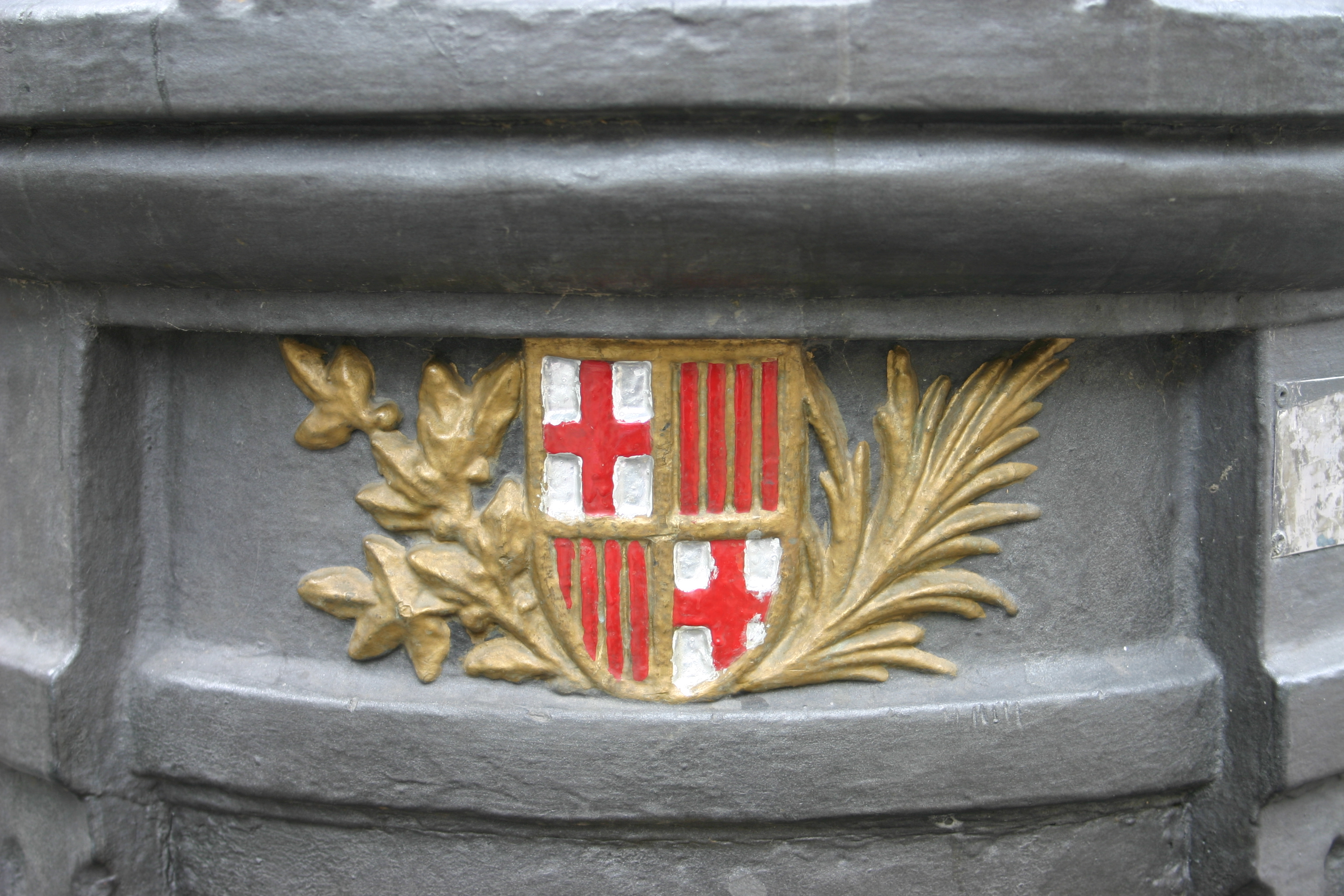
Escudo ornamentado con ramas de laurel y palma de oro.

Precisa además que la corona real lo es porque es la capital de un país que ha sido soberano. Al igual que el escudo de Cataluña se considera la corona real y no la condal porque el título de conde es honorífico y no funcional, ya que no representa un poder nobiliario inferior que rinde honores a otro superior, como por ejemplo, el condado de Urgel, sino que el propio conde es el soberano máximo del territorio, que en algunas ocasiones es listado junto a otros territorios como reino.

## Galería de imágenes

Escudo de Barcelona de dos palos desde el siglo XIX
Escudo de Barcelona anterior a 1996
Escudo de la Diputación de Barcelona
Isotipo del escudo de Barcelona (logotipo a partir de 2004)